# Ceramidă

Structura unei ceramide. R reprezintă restul de acid gras.

Ceramidele sunt o familie de lipide compuse din sfingozină și un acid gras. Sunt regăsite în cantitate mare în membrana celulară a celulei eucariote, fiind componente alte sfingomielinei, principalele lipide din bistratul lipidic membranar. Aparțin clasei de sfingolipide.